# Rodoljub Roki Vulović

Rodoljub Roki Vulović în anul 1993.

Rodoljub „Roki” Vulović, cunoscut și sub numele de Roki, (n. 1 mai 1955, Bijeljina, Iugoslavia) este un cântăreț de origine sârbă din Bosnia și Herțegovina, textier și fost director al Colegiului Agricol si Medical din Bijeljina.
Rodoljub Vulović (în limba română ,,Rodoliub Vulovici")  s-a născut pe 1 mai 1955 in Bijeljina. Și-a început carieră muzicală în anul 1972 când și-a lansat primele două melodii ,,Kristina" și ,,Năpustičeš me ți" (Mă vei părăsi). În anul 1988, după ce a lansat albumul ,,Pasha" a început să facă turul țărilor din Europa în care era o populație mare de sârbi. După anul 1988, Roki a mai lansat încă 6 albume muzicale. În prezent este pensionar. 
În timpul războiului din Iugoslavia centrul orașului Bijeljina a fost distrus în același timp în care și casa lui Vulović care era situată pe stradă Gavrilă Principa a fost bombardată. Vulović a fost voluntar al Brigăzii de Infanterie ,,Semberski", de aici și numele unui album pe care l-a lansat cu numele ,,Semberski junaci". Multe piese au fost dedicate prietenilor săi, unele piese au fost dedicate către tovarășii lui care erau înrolați în armată și unele au fost dedicate către comandații săi. A donat în totalitate toți banii strânși în urmă vânzării albumelor sale pentru tratarea soldaților răniți în timpul războiului.
După succesul pe care l-a avut cu primul său album, Vulović s-a alăturat primei Brigăzi de Infanterie Ușoară din Bijeljina numită ,,Garda Panteri" (în română ,,Garda Panterelor"). Aici, la inițiativa comandatului Pero Čolić a mai lansat încă un album în anul 1993. Acest album s-a dovedit a fi de neînlocuit: le-a dat soldaților putere și motivație pentru a lupta, ceea ce l-a făcut pe Roki faimos.
Albumul ,,Crni bombarder" lansat în anul 1995 a fost ultimul album cu orientare militară după ce Roki a lansat albumul de dragoste ,,Zbog tebe" (în română ,,Din cauza ta")
- Kristina (1972)
- Pasha (1988)
- Semberski junaci (1992)
- Garda Pantheri (1993)
- Junaci Kozarski (1994)
- Black Bomber (1995)
- Because of You/Din cauza ta (1997)
- Otadžbini na dar (2001)

Tatal sau a luptat in Al doilea razboi mondial, a fost prins in anul 1941 si deportat in Germania Nazista unde s-a întors după război. Bunicul lui Roki era din Muntenegru.
Soția lui Roki, Jelica (profesor de lingvistică) a scris multe textele ale melodiilor date spre a fi interpretate de către Roki. Vulović are doi copii - un fiu și o fiică. El vorbește limba Italiană și Franceză, de asemenea poate comunica și în limba Germană.
De-a lungul vieții sale și în multe turnee, el a vizitat multe țări din Europa de Vest - singura țară importantă din Europa de Vest pe care nu a vizitat-o încă este Spania. Visul lui era să viziteze Rusia.
De asemenea, este de remarcat faptul că în anii '90 cererile sale pentru o viză americană au fost respinse de mai multe ori. Unul dintre motive, potrivit ambasadei SUA, a fost faptul că a cântat cântece revoluționare și anti-NATO.
Josip Broz Tito și Vladimir Putin sunt printre cei pe care îi respectă foarte mult. El nu sprijină intrarea Serbiei în Uniunea Europeană și spune că niciunul dintre președinții sârbi, Tadić și Nikolić, nu au luat vreodată în considerare poziția poporului în această problemă.
Eroii din cântece nu au fost doar eroi sârbi cunoscuți, ci și camarazi de luptă și comandanți ai lui Roki.
- Comandantul Batalionului II, maiorul Zoran Lopandić (Zorane, Zorane)
- Comandantul Kikor (Hej, Hej Kikore ! / Hey, Hey Kikore !)
- Comandantul Vlado (Junaci și 1. Semberske brigade)
- Mirko, comandantul departamentului militar al lui Mitar Maksimović (Mirko Vojvoda)
- Comandantul Brigăzii a II-a Sember, maiorul Gavrilović (Gavrina brigada)
- Căpitanul Ljubiša (în română Liubiș) "Mauzer" Savić (Panteri (Mauzer))
- Colonelul Pero Čolić (Colonel Čolić)
- Generalul Ratko Mladić (Generale, generale)
- Căpitanul  Ljubiša "Ljúti" Lazić (Kapetane Lazicu)